# Chery Fengyun A9L

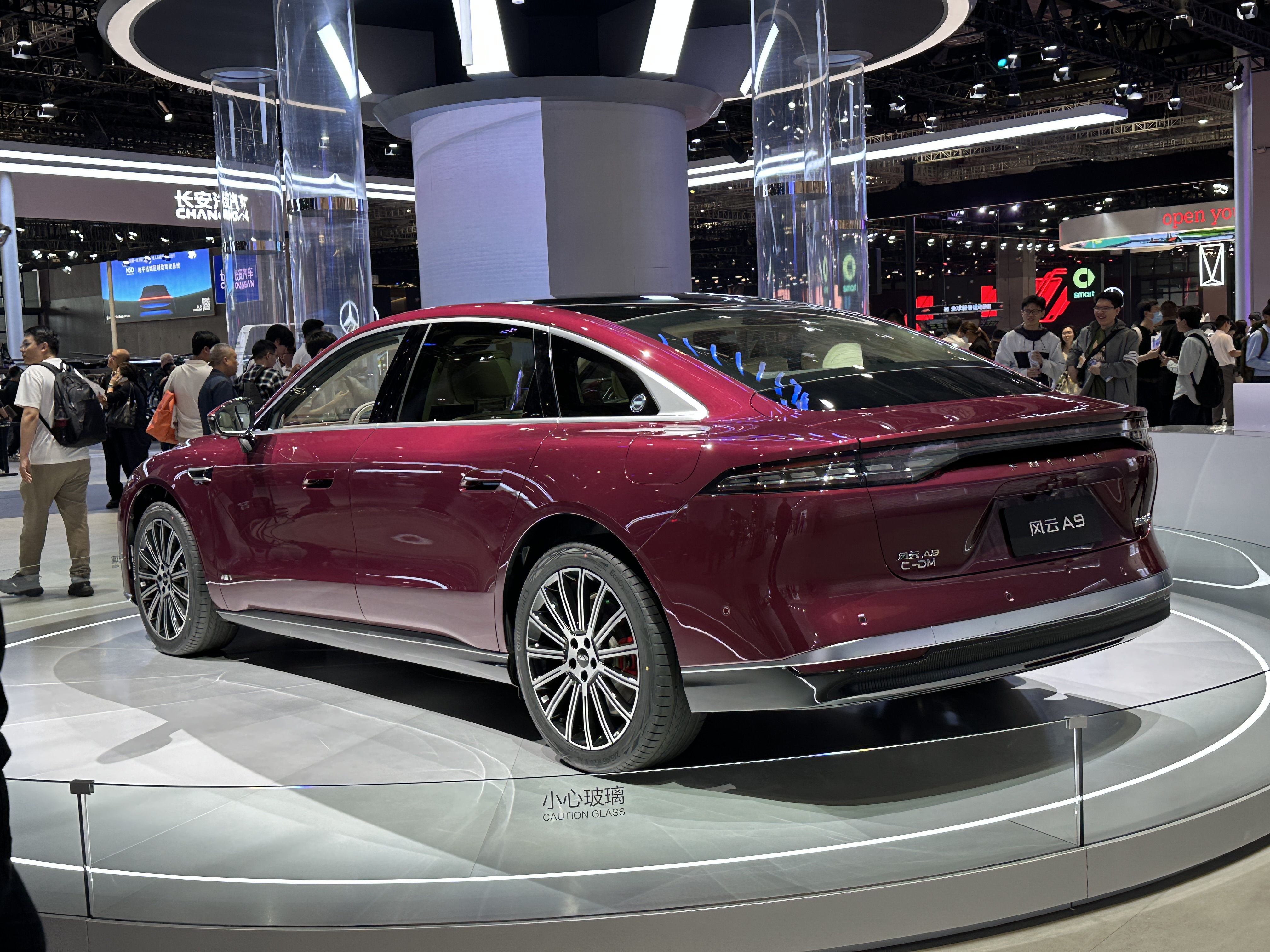
Heckansicht

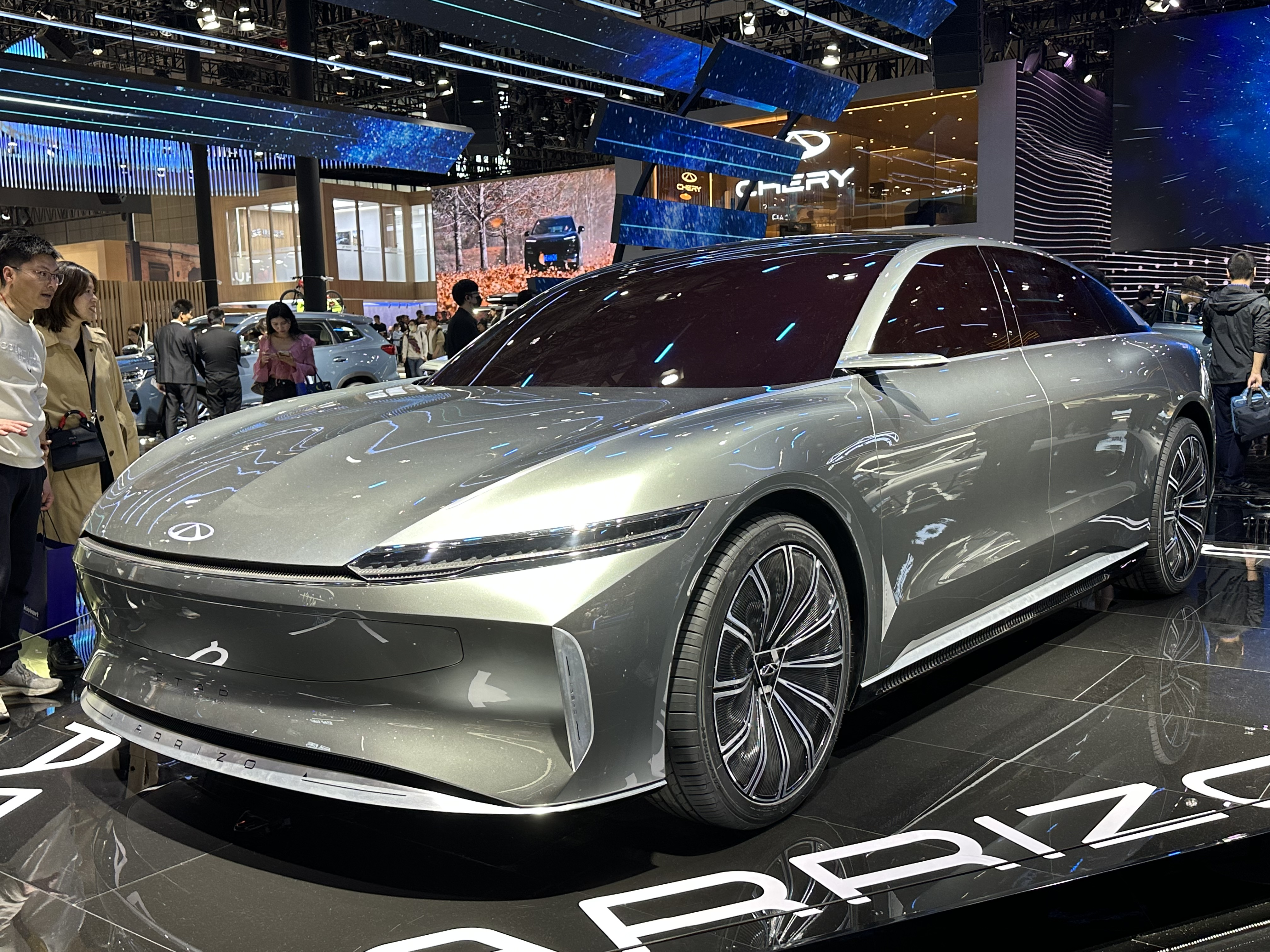
Chery Arrizo Star Concept auf der Shanghai Auto Show 2023

Der Chery Fengyun A9L ist eine Limousine der oberen Mittelklasse des chinesischen Automobilherstellers Chery Automobile. Der Wagen wird unter der Marke Chery und der Submarke Fengyun angeboten.

## Geschichte
Einen ersten Ausblick auf das Fahrzeug zeigte der Hersteller im April 2023 auf der Shanghai Auto Show mit dem Konzeptfahrzeug Chery Arrizo Star. Ein seriennahes Modell wurde ein Jahr später als Chery Fengyun A9 auf der Beijing Auto Show ausgestellt. Im Juli 2025 kam der Wagen in China auf den Markt. Als Konkurrenzmodelle werden beispielsweise der BYD Han und der Geely Galaxy Xingyao 8 genannt.

## Technik

### Karosserie
Der Fengyun A9L ist 5,02 Meter lang, 1,97 Meter breit und 1,50 Meter hoch. Der cw-Wert wird mit 0,23 angegeben. Auf dem Dach befindet sich ein Lidar-Sensor für verschiedene Fahrerassistenzsysteme. Der Wagen hat vier oder fünf Sitze.

### Antrieb
Die Limousine ist ein Plug-in-Hybrid. Sie verwendet einen Lithium-Eisenphosphat-Akkumulator mit einem Energieinhalt von 33,7 kWh. Es gibt eine Version mit Vorderradantrieb und eine Version mit Allradantrieb. Die maximale Systemleistung wird mit 275 kW (374 PS) bzw. 470 kW (639 PS) angegeben. Die Höchstgeschwindigkeit liegt bei 180 km/h.

## Technische Daten
| Kenngrößen                            | 2WD                           | 4WD                             |
| ------------------------------------- | ----------------------------- | ------------------------------- |
| Bauzeitraum                           | seit 07/2025                  | seit 07/2025                    |
| Motorkenndaten                        |                               |                                 |
| Motortyp                              | 1 Elektromotor + R4-Ottomotor | 2 Elektromotoren + R4-Ottomotor |
| Hubraum                               | 1499 cm³                      | 1499 cm³                        |
| max. Leistung E-Motor vorn            | 160 kW (217 PS)               | 160 kW (217 PS)                 |
| max. Leistung E-Motor hinten          | —                             | 195 kW (265 PS)                 |
| max. Leistung Verbrennungsmotor       | 115 kW (156 PS) bei 5200/min  | 115 kW (156 PS) bei 5200/min    |
| max. Systemleistung                   | 275 kW (374 PS)               | 470 kW (639 PS)                 |
| max. Drehmoment E-Motor vorn          | 310 Nm                        | 310 Nm                          |
| max. Drehmoment E-Motor hinten        | —                             | 324 Nm                          |
| max. Drehmoment Verbrennungsmotor     | 220 Nm bei 2500/min           | 220 Nm bei 2500/min             |
| max. Systemdrehmoment                 | 530 Nm                        | 854 Nm                          |
| Kraftübertragung                      |                               |                                 |
| Antrieb                               | Vorderradantrieb              | Allradantrieb                   |
| Getriebe                              | Eingang-Reduktionsgetriebe    | Eingang-Reduktionsgetriebe      |
| Messwerte                             |                               |                                 |
| Leergewicht                           | 2085 kg                       | 2230 kg                         |
| Höchstgeschwindigkeit                 | 180 km/h                      | 180 km/h                        |
| Beschleunigung, 0–100 km/h            | 7,9 s                         | 4,9 s                           |
| Kraftstoffverbrauch auf 100 km (WLTP) | 0,5 l Super                   | 0,8 l Super                     |
| Tankinhalt                            | 67 l                          | 67 l                            |
| Energieinhalt Akku                    | 33,7 kWh                      | 33,7 kWh                        |
| Elektrische Reichweite nach WLTP      | 193 km                        | 151 km                          |
| Abgasnorm                             | China VIb                     | China VIb                       |